# Приполярный
Приполярный — посёлок в Берёзовском районе Ханты-Мансийского автономного округа — Югры России. Входит в состав сельского поселения Приполярный.
Население на 1 января 2017 года составляло 1066 человек.
Почтовый индекс 628158, код ОКАТО 71112918001.

## Статистика населения
| 1989  | 2002  | 2010  | 2012  | 2013  | 2014  | 2015  |
| ----- | ----- | ----- | ----- | ----- | ----- | ----- |
| 809   | ↗1162 | ↗1305 | ↘1290 | ↘1264 | ↘1220 | ↘1179 |
| 2016  | 2017  | 2018  | 2019  | 2020  | 2021  |       |
| ↘1074 | ↘1066 | ↘1031 | ↘953  | ↗967  | ↗1187 |       |

## Климат
Климат резко континентальный. Зима суровая с сильными ветрами и метелями, продолжающаяся семь месяцев. Лето относительно тёплое, но быстротечное.